# Муранска Планина
Му́ранска Пла́нина, Муранское плоскогорье (словац. Muránska planina) — горный массив в центральной Словакии, часть Спишско-Гемерского Карста. Наивысшая точка — гора Фабова Голя, 1439 м. Территория Муранской Планины является заповедником. Муранска Планина — единственное на земле место, где встречается волчеягодник древесный (Daphne arbuscula).

## Достопримечательности
- Развалины замка Муранский Град
- Многочисленные скалы, пещеры, пропасти